# Mediterrán éghajlat

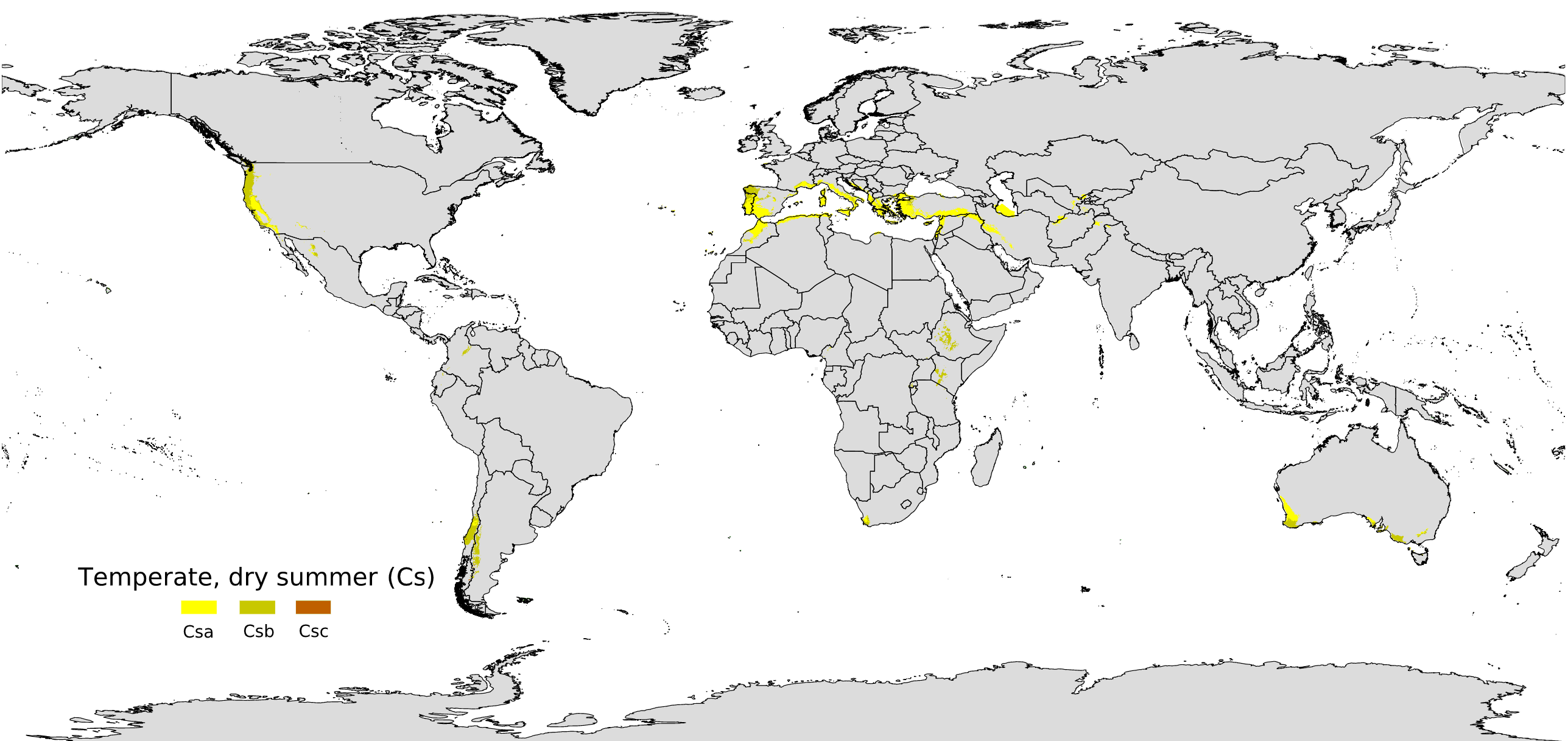
Mediterrán éghajlati területekː
Forró nyarú (Csa)
Meleg nyarú (Csb)
Hűvös nyarú (Csc)

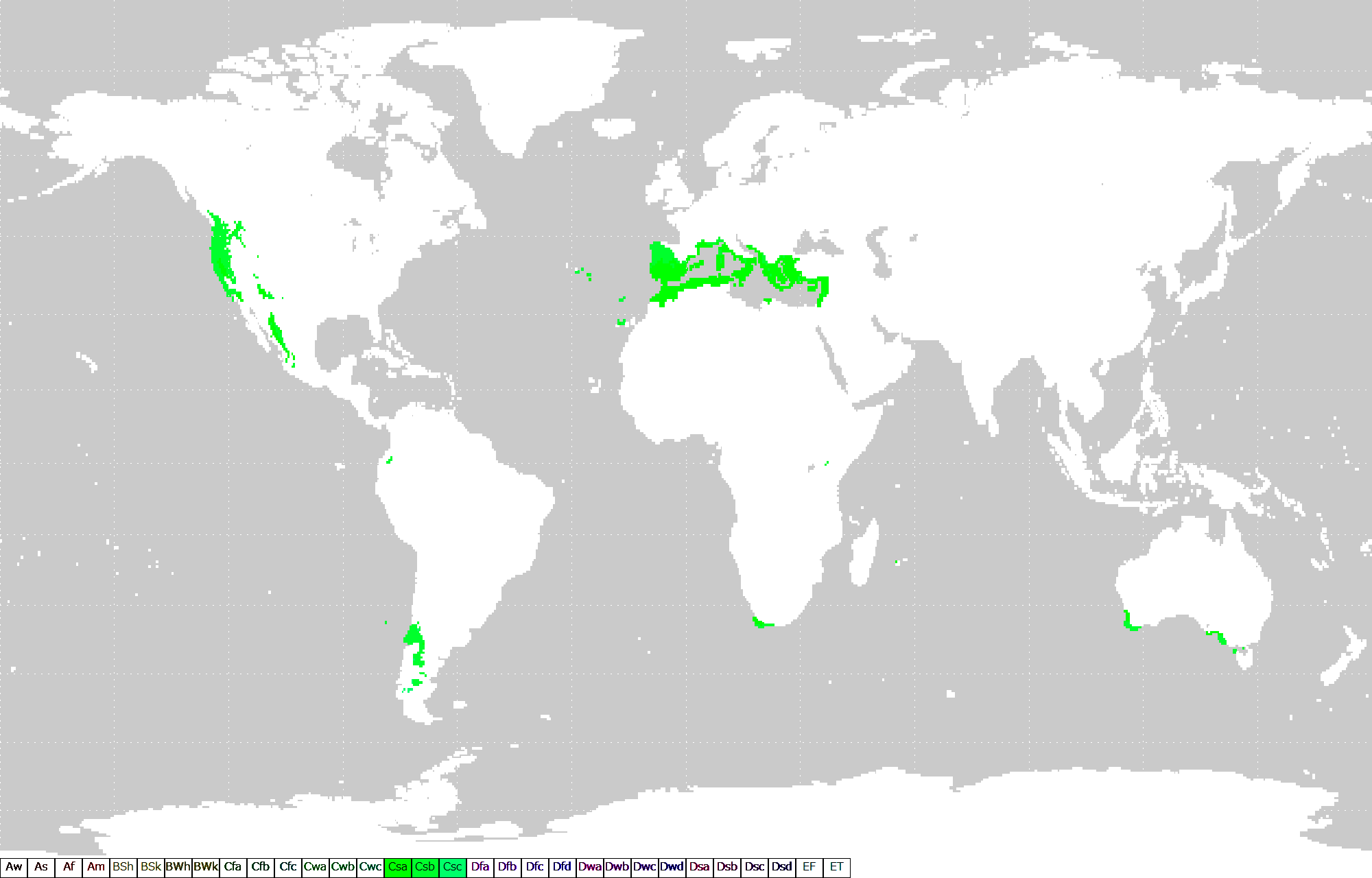
Mediterrán éghajlatú területek

A mediterrán vagy száraz nyarú szubtrópusi éghajlat általános jellemzője az enyhe, esős tél és a meleg, szűkös csapadékú vagy gyakran teljesen csapadéktalan nyár, továbbá a csekély felhőzet és a napsütésben gazdag nyári időszak.
Neve a Mediterráneum földrajzi jelzőből származik, jelentése föld-közi, vagyis Föld legnagyobb beltengerének, a Földközi-tengernek térségére utal. A Földközi-tenger környékén kívül is találhatók hasonló éghajlatú területek, jellemzően a közepes földrajzi szélességeken, a meleg mérsékelt övben alakulnak ki – a kontinensek nyugati partvidékén a meleg tengeráramlások hatására ez a tartomány kiszélesedik.

## Mediterrán területek
Nagyobb mediterrán éghajlatú területek:
- a Földközi-tenger és melléktengereinek partvidéke
- Kalifornia
- Közép-Chile,
- Fokföld délnyugati része (Western Cape, Dél-Afrika)
- Perth vidéke (DNy-Ausztrália)

## Hőmérséklet, csapadék
Ezekre a szélességekre a trópusi és sarkvidéki légtömegek is eljutnak; váltakozó megjelenésük változékony éghajlatot eredményez; az éves hőingás nagy.
Az évi középhőmérséklet 10–20 °C, de többnyire 14 °C fölött; a csapadék időben szélsőségesen egyenlőtlenül oszlik el. A leghidegebb hónap középhőmérséklete is 4 °C fölött van, a legmelegebbé pedig több (a hűvös nyarú változatnál valamivel kevesebb) mint 22 °C.
Az egyenlőtlen csapadékellátás meghatározó oka, hogy bár az év nagy részében a nyugati szelek és velük a mérsékelt égövi ciklonok uralják e területeket, de nyáron áttolódik rájuk a passzát szélrendszer leszálló ága, ezért ez az évszak meleg és száraz, szubtrópusi anticiklonokkal. Sok a napsütés, kevés a felhő. Ősszel a visszahúzódó passzátszeleket ismét a nyugati szelek váltják fel, és csapadékot szállítanak a kiszáradt földekre. Mindezek eredményeként legalább 3 hónap átlagos csapadéka meghaladja a 60 mm-t, de legalább 3 hónapé 20 mm alatt marad (többhelyütt teljesen csapadékmentes).
A felszín formálásában a folyóvízi eróziónak és a csapadék leöblítő hatásának van jelentős szerepe. Nyáron az aprózódás, télen a mállás játszik nagyobb szerepet.

### Példák
A Köppen-Geiger-féle osztályozás alapján három fő egységre osztható.

## Növényzet

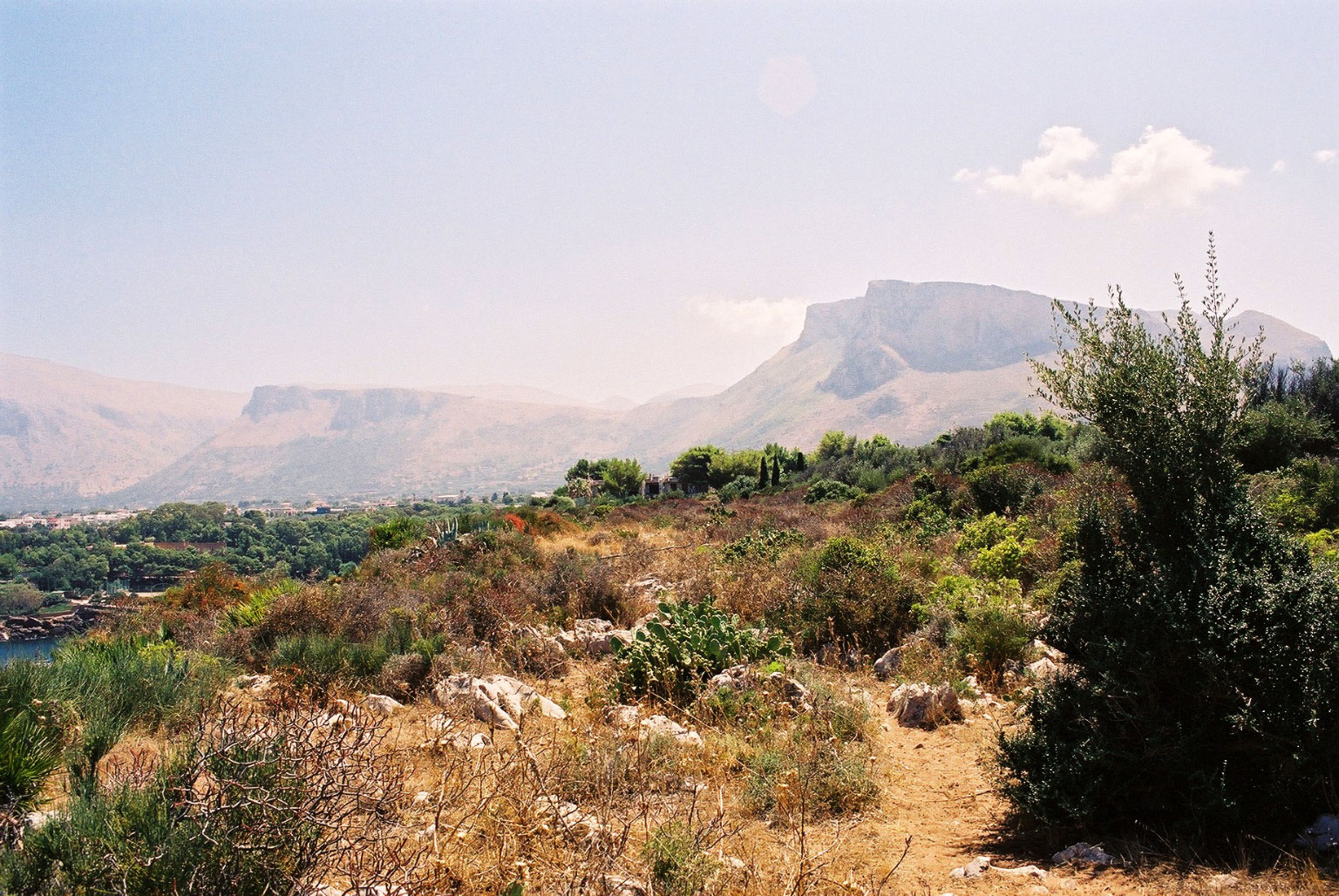
Jellegzetes szicíliai táj, példa a macchhia növényzetre

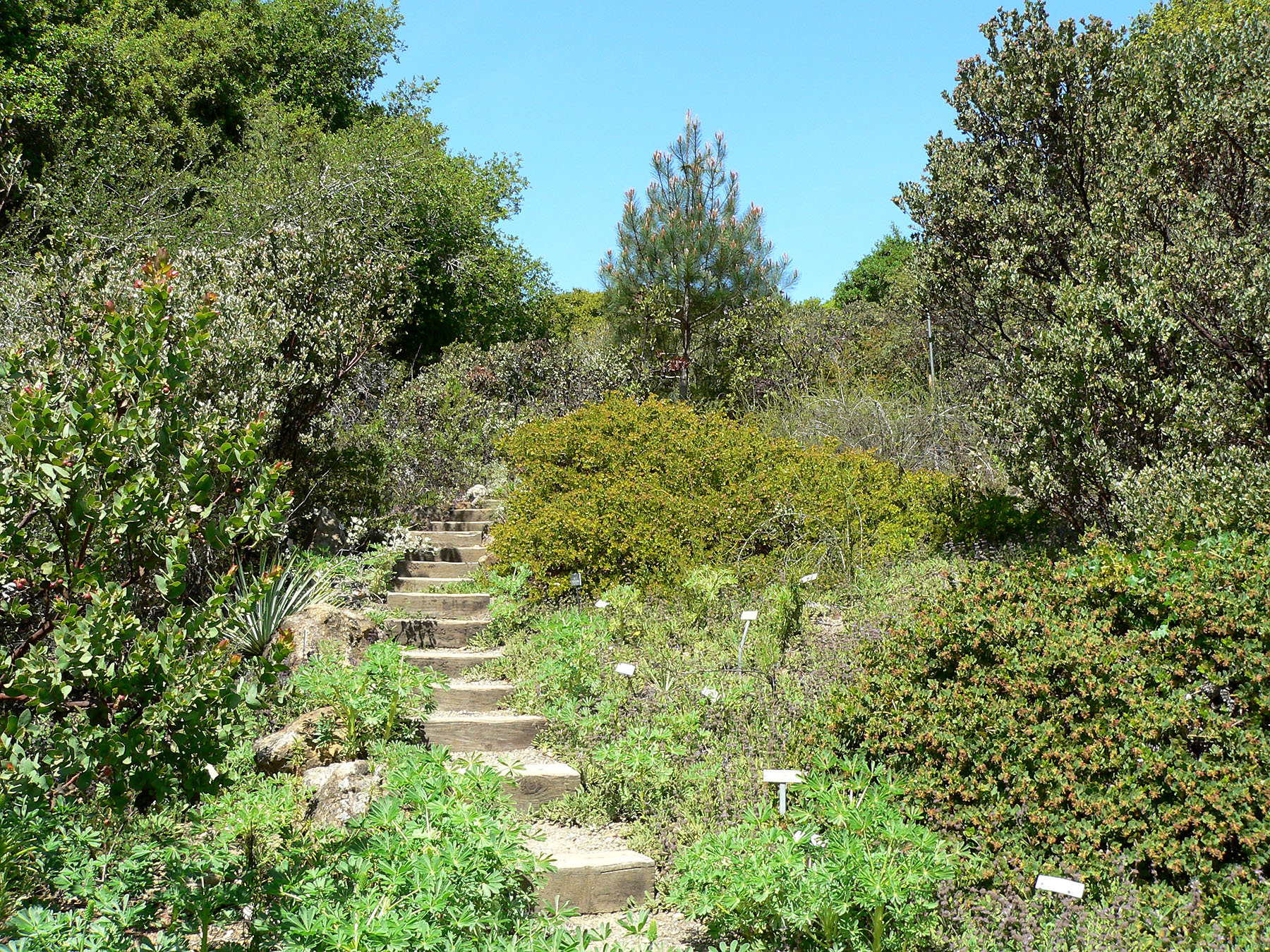
Chaparral növényzet a Kaliforniai Egyetem botanikus kertjében

A mediterrán területek egykori örökzöld erdei a keménylombú erdők voltak; ezekben az aljnövényzet is örökzöld növényekből állt. Az ember a legtöbbet kiirtotta; csak szórványos maradványaikat ismerjük.
A kiirtott erdők helyéről az eső elhordta a talajt, és a nem művelt területeken szúrós, örökzöld bozót alakult ki. Ezt olaszul macchiának, franciául maquis-nak hívják; Kaliforniában chaparral a neve. A szárazabb vidékeken térdmagasságúra letörpült bozótot a Kelet-Mediterráneumban friganának, a Nyugat-Mediterráneumban garrigue-nek nevezik. A mediterrán növények különböző módokon védekeznek a nagy meleg és a napsütés ellen. A keménylombú erdők onnan kapták nevüket, hogy fáik levelei kevésbé hervadnak el, mert sok bennük a szilárdító szövet. A levelek fonákja szőrös, hogy csökkentse a párologtatást, színük pedig fényes, hogy visszaverje a napfény egy részét.
A keménylombú erdők között foltszerűen melegkedvelő tűlevelű erdők is nőnek, illetve nőttek (ezek többségét is kivágták). A lombhullató fák közül jellemző a szelídgesztenye.
Alacsony félcserje többek közt a szárazságot jól tűrő kakukkfű, a levendula és a rozmaring. Leveleik és virágaik illóolaj-tartalmáért a vadon élő példányokat gyűjtik.

## Talaj
A csapadékosabb mediterrán területekre a sok humuszt tartalmazó barna erdőtalaj, a szárazabb részekre a gyengébb minőségű, fahéjszínű talaj a jellemző. A mészkővidékek jellegzetes, vörös színű talaja a terra rossa (vörösföld) – kevés humusszal, erős kilúgzással. Az erdőirtások következtében a hegyoldalakon erős a talajerózió.

## Mezőgazdaság

### A Földközi-tenger térsége

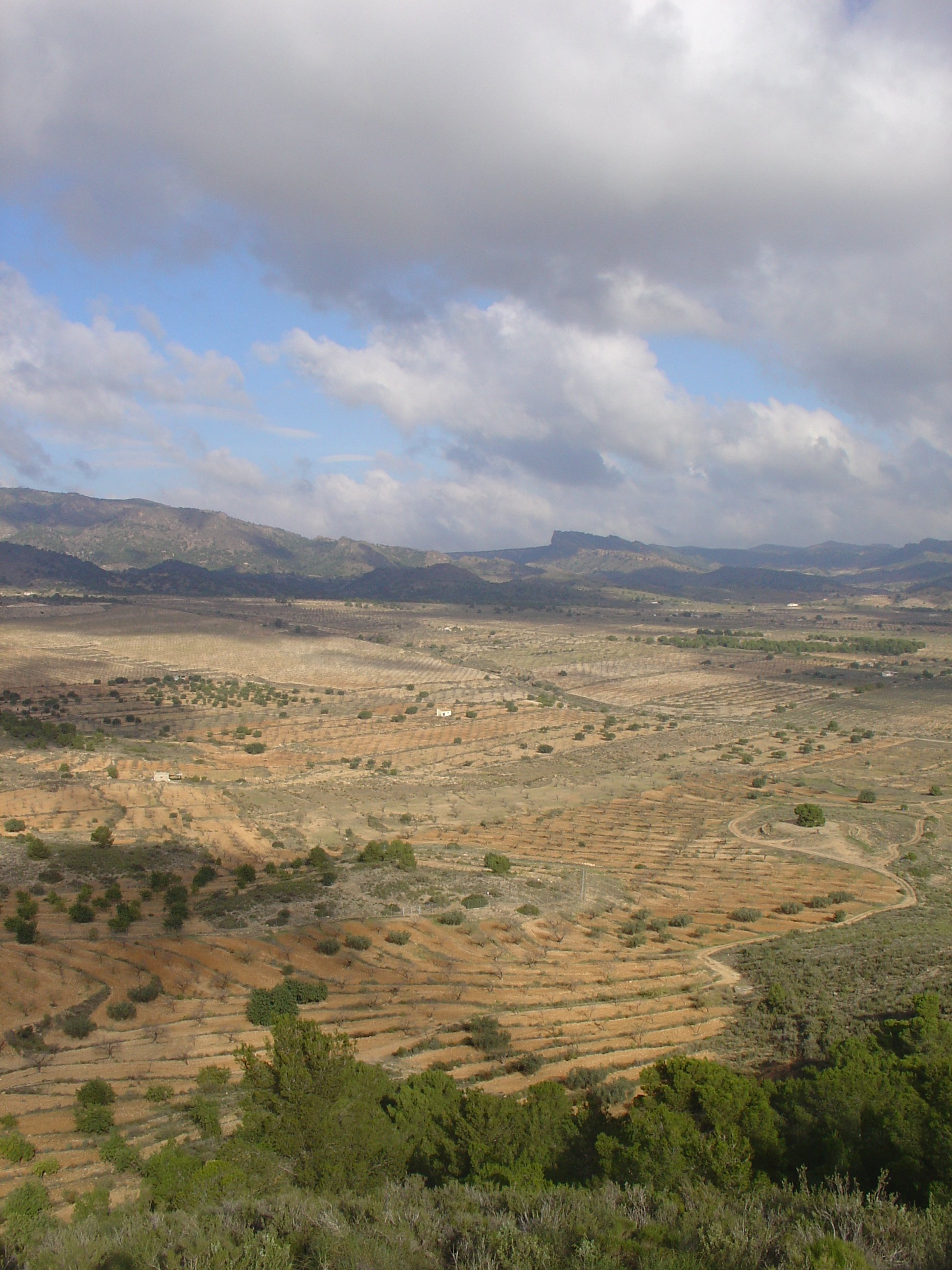
Mandula liget Murciában, Spanyolországban

A Földközi-tenger körüli országok (mediterrán térség, Mediterráneum) legjellegzetesebb növénye a szárazságot jól tűrő (évi 500 mm csapadékkal is beérő) olajfa.
Sokkal mélyebb talajt és legalább 800 mm csapadékot vagy öntözést kívánnak a citrusfélék (narancs, citrom, grapefruit, mandarin). A Földközi-tenger partvidékéről sok korai zöldség kerül az európai piacokra. Igen elterjedt a szőlő és a füge is; a mediterrán államok a világ vezető bortermelői.
- Dél-Olaszország gazdasága viszonylag fejletlen; a kevés termőföldön részesben művelt nagybirtokok és kisparaszti gazdaságok osztoznak. A hegyvidékeken juhot és kecskét tartanak.
- Franciaországban a Rhône völgyének jellegzetes termékei az illóolajokban gazdag virágok, amikből parfümöket készítenek.
- Spanyolországban a Földközi-tenger partján kívül Andalúzia éghajlata is mediterrán. Valencia és Murcia környékén az arabok honosították meg az öntözéses kertgazdálkodást („huerták”); itt az étkezési és takarmánygabonákat egy évben kétszer is aratják.
- Törökországban az Égei-tengerre nyíló völgyekben nyomul legmesszebbre a mediterrán éghajlat, de növénytermesztés az Adanai-síkságon a legkorszerűbb. A mediterrán tengerpartokról származnak az ország fontos exportcikkei: a gyapot, a dohány, a füge, a mazsola.
- Az észak-afrikai arab országok fő terményei a száraz művelésű gabonafélék (búza, árpa). A gazdálkodás színvonala alacsony, a termésátlagok silányak. Az öntözött földeket a szikesedés veszélyezteti.
- Izrael mezőgazdasága magas műszaki színvonalával tűnik ki. A termelés alapegységei a jól felszerelt, sokoldalúan gazdálkodó szövetkezetek (kibuc, mosav). A Jordán folyó vizének hasznosítása ellenére nyomasztó a vízhiány; a párolgás csökkentésére gyakran fóliával takarják be a talajt, és általánosan alkalmazzák a csepegtető öntözést.